# Ray Vanegas
Ray Andrés Vanegas Zúñiga (Sincelejo, 12 marzo 1993) è un calciatore colombiano, attaccante del Deportivo Pasto.

## Biografia
Anche suo fratello Óscar è un calciatore professionista.

## Carriera
Dopo aver giocato a lungo con varie squadre della massima serie del campionato colombiano, nel gennaio del 2022 viene acquistato dai brasiliani dello Sport Recife.

## Statistiche

### Presenze e reti nei club
Statistiche aggiornate al 24 gennaio 2022.
| Stagione               | Squadra                | Campionato             | Campionato | Campionato | Coppe nazionali | Coppe nazionali | Coppe nazionali | Coppe continentali | Coppe continentali | Coppe continentali | Altre coppe | Altre coppe | Altre coppe | Totale | Totale |
| Stagione               | Squadra                | Comp                   | Pres       | Reti       | Comp            | Pres            | Reti            | Comp               | Pres               | Reti               | Comp        | Pres        | Reti        | Pres   | Reti   |
| ---------------------- | ---------------------- | ---------------------- | ---------- | ---------- | --------------- | --------------- | --------------- | ------------------ | ------------------ | ------------------ | ----------- | ----------- | ----------- | ------ | ------ |
| 2012                   | Independiente Medellín | A                      | 1          | 1          | CC              | 1               | 0               |                    | -                  | -                  |             | -           | -           | 2      | 1      |
| 2013                   | Independiente Medellín | A                      | 14         | 0          | CC              | 7               | 3               |                    | -                  | -                  |             | -           | -           | 21     | 3      |
| 2014                   | Independiente Medellín | A                      | 6          | 0          | CC              | 4               | 1               |                    | -                  | -                  |             | -           | -           | 10     | 1      |
| Totale Ind. Medellín   | Totale Ind. Medellín   | Totale Ind. Medellín   | 21         | 1          |                 | 12              | 4               |                    | -                  | -                  |             | -           | -           | 33     | 5      |
| 2015                   | Patriotas Boyacá       | A                      | 6          | 0          | CC              | 6               | 0               |                    | -                  | -                  |             | -           | -           | 12     | 0      |
| 2015                   | Uniautónoma            | A                      | 11         | 4          | CC              | 0               | 0               |                    | -                  | -                  |             | -           | -           | 11     | 4      |
| 2016                   | Envigado               | A                      | 21         | 3          | CC              | 6               | 1               |                    | -                  | -                  |             | -           | -           | 27     | 4      |
| 2017                   | Jaguares               | A                      | 34         | 6          | CC              | 0               | 0               |                    | -                  | -                  |             | -           | -           | 34     | 6      |
| 2018                   | Once Caldas            | A                      | 24         | 4          | CC              | 4               | 1               |                    | -                  | -                  |             | -           | -           | 28     | 5      |
| 2019                   | Deportivo Pasto        | A                      | 36         | 9          | CC              | 7               | 1               |                    | -                  | -                  |             | -           | -           | 43     | 10     |
| 2020                   | Deportivo Pasto        | A                      | 18         | 3          | CC              | 2               | 0               | CS                 | 2                  | 0                  |             | -           | -           | 22     | 3      |
| 2021                   | Deportivo Pasto        | A                      | 32         | 5          | CC              | 1               | 1               | CS                 | 2                  | 0                  |             | -           | -           | 35     | 6      |
| Totale Deportivo Pasto | Totale Deportivo Pasto | Totale Deportivo Pasto | 86         | 17         |                 | 10              | 2               |                    | 4                  | 0                  |             | -           | -           | 100    | 19     |
| 2022                   | Sport Recife           | A1/PE+B                | 0          | 0          | CB              | 0               | 0               |                    | -                  | -                  |             | -           | -           | 0      | 0      |
| Totale carriera        | Totale carriera        | Totale carriera        | 203        | 35         |                 | 38              | 8               |                    | 4                  | 0                  |             | -           | -           | 245    | 43     |